# Manfred Rabatsch
Manfred Rabatsch (* 16. Mai 1941 in Berlin) ist ein deutscher Politiker, Sozialpädagoge und Autor.
Rabatsch war zunächst Sozialpädagoge in der Abteilung Jugend von Berlin-Kreuzberg. Er machte dort Stadtteilarbeit und war in der Kinder- und Jugendhilfe aktiv. In der 68er-Bewegung engagierte er sich gegen die Lebensbedingungen in deutschen Kinderheimen.
Im Jahr 1981 zog er als einer von neun Mandatsträgern für die Alternative Liste in das Berliner Abgeordnetenhaus ein (9. Wahlperiode). Aufgrund des damals in der Partei herrschenden Rotationsprinzips legte er sein Mandat bereits 1983 wieder nieder. Rabatsch leitete bis 1983 den Jugendausschuss des Parlaments. Er weigerte sich, in seinem Gremium über die Einführung der Kita-Gebühren abstimmen zu lassen, die der Senat damals beschlossen hatte.
Bekanntheit erlangten Wortgefechte mit CDU-Fraktionsvize Klaus Landowsky, den er häufig mit Herr Landoooooofsky ansprach, was zu dessen Antwort Herr Rabbatz führte.
1989 unterlag er als Kandidat für den Posten des West-Berliner Jugendhilfe-Staatssekretärs in einer Abstimmung der Alternativen Liste knapp gegen Gerd Harms.
Rabatsch war danach Leiter der Abteilung Soziales im Bezirksamt Pankow und ist heute pensionierter Obersozialrat.

## Schriften

### Artikel
- Beitrag in Fit für den Arbeitsmarkt – trotz Teilleistungsschwächen!: Hilfen für Benachteiligte: Neue Wege in der Ausbildung und am Arbeitsplatz (SeHT)

### Als Mitherausgeber
- (mit Manfred Liebel und Anna Dorothea Brockmann): Jahrbuch der Sozialarbeit 3 – arbeit mit frauen, heimerziehung, jugend- und stadtteilarbeit Rowohlt, 1979. ISBN 3499172933
- (mit Emil Galli und Renate Haas): Rund um Riehmers Hofgarten. Zwei Jahrhunderte Bauen, Wohnen, Arbeiten, Leben in Berlin-Kreuzberg  Steintor, Bremen 1997 – ISBN 392602819X